# フジヤマ☆スタア
『フジヤマ☆スタア』は、2007年4月19日から2008年3月27日まで関西テレビで毎週木曜 24:35 - 25:05に放送されていたトークバラエティ番組。全49回。

## 概要
サブカルチャーから伝統芸能まで、様々なジャンルで活躍する「日本のカルチャースタア」たちを紹介していた深夜番組。毎回1つのジャンルから「タクミスタア」もしくは「シンガタスタア」をゲストに迎えていたが、毎回必ずこの両者が登場すると決まっているわけではなかった。2007年5月10日放送分では「ビッグ☆スタアナイト」と題し、石井竜也を「ビッグスタア」としてゲストに招いた。
スタジオセットはクラブの設定で、メインフロアに置かれたソファで藤井隆をはじめとするMC陣がゲストを囲んでトークしていた。その後ろのDJブースにはDJ CHAMIが、ダンスフロアには有酸素ガールズが位置する。
隔週月曜日、関西テレビ第2スタジオにて2、3本撮りで収録。

## 出演者
- 藤井隆 - マルチスタア☆
- FUJIWARA - 「東寝屋川市イチおもろいコンビ」
  - 藤本敏史 - FUJIWARAの出たがりスタア☆
  - 原西孝幸 - FUJIWARAの天才ギャグスタア☆
- DJ一条寺（なだぎ武） - 青春キャラスタア☆

### フジヤマガールズ
- DJCHAMI（ちゃ美）
- 有酸素ガールズ
  - 黒川鮎美
  - 瀬戸久美
  - 武内美和
  - 長倉彩
  - 松谷怜香
  - 須賀千紘
  - 柚木まゆ
  - 水都久実
  - ほか
- 宇和川恵美 - ナレーター
- MOJARI - VJ

## 用語
タクミスタア
その技が持つ最も伝統的な表現スタイルを守りながら追求し続けるスタア。
シンガタスタア
ベーシックな技巧を受け継ぐだけにとどまらず、独自の新しいスタイルを加えた表現に挑戦するスタア。
有酸素ガールズ
ゲストトークの間、スタジオに設けられたダンスフロアで、イヤホンから流れてくる曲（メンバーのブログによるとJ-POP）に乗ってひたすら踊り続ける、文字通り有酸素運動を行う女性グループ。DJ一条寺による命名。関西を拠点に活動するタレント7 - 11名で構成され、放送期間中に変動した。

## 放送リスト
| #  | 放送日         | テーマ                         | ゲスト                      | ゲスト                        |
| #  | 放送日         | テーマ                         | タクミスタア                | シンガタスタア                |
| -- | -------------- | ------------------------------ | --------------------------- | ----------------------------- |
| 1  | 2007年4月19日  |                                |                             |                               |
| 2  | 2007年4月26日  | パーカッション                 | 斎藤ノブ                    | AFRA& INCREDIBLE BEATBOX BAND |
| 3  | 2007年5月3日   | タップダンス                   | 中野ブラザーズ              | HIDEBOH                       |
| 4  | 2007年5月10日  | デザインの力                   | 石井竜也（ビッグスタア）    | 石井竜也（ビッグスタア）      |
| 5  | 2007年5月17日  | アニメソング                   | 水木一郎、堀江美都子        |                               |
| 6  | 2007年5月24日  | ボディビル                     | 登坂勉                      | 谷野義弘                      |
| 7  | 2007年5月31日  | ポップダンス                   | WILD CHERRY                 | ストロングマシン2号           |
| 8  | 2007年6月7日   | 美少女フィギュア               | MAX渡辺、松本平八郎、智恵理 |                               |
| 9  | 2007年6月14日  | エクストリーム・アイロニング   |                             | 松澤等                        |
| 10 | 2007年6月21日  | フレアバーテンディング         |                             | 前田知憲、前田武頼            |
| 11 | 2007年6月28日  | 電撃ネットワーク               | 電撃ネットワーク            |                               |
| 12 | 2007年7月5日   | 電撃ネットワーク               | 電撃ネットワーク            |                               |
| 13 | 2007年7月12日  | 和太鼓                         |                             | レナード衛藤                  |
| 14 | 2007年7月19日  | 成年コミック                   |                             | 葉月京                        |
| 15 | 2007年7月26日  | 「総集編」                     | 「総集編」                  | 「総集編」                    |
| 16 | 2007年8月2日   | BMX                            |                             | 宇野陽介                      |
| 17 | 2007年8月9日   | UFO研究                        | 韮澤潤一郎                  |                               |
| 18 | 2007年8月16日  | 実演販売                       | マーフィー岡田              |                               |
| 19 | 2007年8月23日  | 吹き替え声優                   | 小杉十郎太                  |                               |
| 20 | 2007年8月30日  | ポールダンス                   |                             | REIKO                         |
| 21 | 2007年9月6日   | 武道研究                       | 日野昇                      |                               |
| 22 | 2007年9月13日  | blast                          |                             | 石川直                        |
| 23 | 2007年9月20日  | ハーモニー                     | サーカス                    |                               |
| 24 | 2007年9月27日  | ダブルダッチ                   |                             | ASGRM                         |
| 25 | 2007年10月4日  | シャボン玉                     | 杉山兄弟                    |                               |
| 26 | 2007年10月11日 | 褌                             | 中田光一                    |                               |
| 27 | 2007年10月18日 | ラジコン                       | 広坂正美                    |                               |
| 28 | 2007年10月25日 | マトリョミン                   |                             | 竹内正実                      |
| 29 | 2007年11月1日  | 結髪                           | 石原哲男                    |                               |
| 30 | 2007年11月8日  | 紙相撲                         | 青木敦司                    |                               |
| 31 | 2007年11月15日 | 影絵                           | 後藤圭（劇団かかし座）      |                               |
| 32 | 2007年11月22日 | ラブホテル研究                 | ビタミン三浦                |                               |
| 33 | 2007年11月29日 | ベリーダンス                   | 矢口美香                    |                               |
| 34 | 2007年12月6日  | 似顔絵                         | 野性爆弾川島（特別ゲスト）  | 桃井あおい                    |
| 35 | 2007年12月13日 | パントマイム                   |                             | が〜まるちょば                |
| 36 | 2007年12月20日 | 「総集編」                     | 「総集編」                  | 「総集編」                    |
| 37 | 2007年12月27日 | 「年忘れSP」                   | ピーコ（特別ゲスト）        | ピーコ（特別ゲスト）          |
| 38 | 2008年1月10日  | ウエディングプランニング       |                             | 有賀明美                      |
| 39 | 2008年1月17日  | キャバクラ研究                 | 木村和久                    |                               |
| 40 | 2008年1月24日  | カリスマDJ                     | DJ KAORI                    |                               |
| 41 | 2008年1月31日  | 殺陣                           | 清家三彦                    |                               |
| 42 | 2008年2月7日   | ハワイアンエンターテインメント |                             | 渡辺コースケ                  |
| 43 | 2008年2月14日  | タレント本収集                 |                             | 吉田豪                        |
| 44 | 2008年2月21日  | 奇祭評論                       |                             | 杉岡幸徳                      |
| 45 | 2008年2月28日  | ホラー＆ギャグ漫画             | 楳図かずお                  |                               |
| 46 | 2008年3月6日   | バラエティアクロバット         | カム有田                    |                               |
| 47 | 2008年3月13日  | ミュージカル振付               | 加藤敬二                    |                               |
| 48 | 2008年3月20日  | 勝負漫画                       | 福本伸行                    |                               |
| 49 | 2008年3月27日  | ブラスバンド                   |                             | 東京ブラススタイル            |

### 備考
- 初回放送分ではゲスト無しの状態で行われた。
- 2007年7月26日には初の総集編を放送。その際に、同年6月14日放送の松澤等をゲストに迎えた回の視聴率が低かったことを話した。
- 2007年12月27日放送分は「ニュースタア大集合!やってみ☆ナイト」と題し、放送枠を1時間に拡大。

## スタッフ
- 構成：桝野幸宏、武輪真人、大塚博信、上地茂晴、森
- ブレーン：浜口尚弘、弘中麻由、たちばなひとなり
- TD：日浅宏一（KTV、週替わり）
- CAM：油野邦彦（KTV、週替わり）
- VE：塚本滋喜（KTV、週替わり）
- 照明：中村貴志（KTV、週替わり）
- 音声・MA：筒井亨（KTV、週替わり）
- 効果：寺脇千景
- 編集：西本武史
- 美術プロデューサー：岡崎忠司（KTV）
- セットデザイン：山中昭子
- 美術進行：ヒデキング☆（建部英毅）
- 大道具：山本達雄
- 装飾・装身具：萬浪隆史
- スタイリスト：f.i.j
- 衣裳：岡本忠治
- メイク：上根康子
- 電飾・マルチ：中井高浩
- かつら：樋口亮
- ロゴデザイン：原田専門家
- CG：STUDIO 4℃
- タイトル：河合立史
- TK：小島由香
- 広報：原澄子（KTV）
- AP：寺田環
- 監修：堤本幸男
- プロデューサー：田中淳（KTV）、阪口知里（よしもとCA）、今滝陽介
- 演出・プロデューサー：石田秀樹（KTV）
- チーフプロデューサー：竹本潔観（KTV）
- 技術協力：大阪共立、ハートス、スタジオ・ビーアンドエム、東通エーヴィセンター、遊写
- 美術協力：ズイコー21
- スタッフ協力：BACK-UP MEDIA、FUNS、BOY'S、Be-WILD、Dott Office
- 制作協力：吉本興業
- 制作著作：関西テレビ

## 放送局
| 放送対象地域 | 放送局     | 系列           | 放送日時           | 備考     |
| ------------ | ---------- | -------------- | ------------------ | -------- |
| 近畿広域圏   | 関西テレビ | フジテレビ系列 | 木曜 24:35 - 25:05 | 製作局   |
| 長野県       | 長野放送   | フジテレビ系列 | 水曜 24:35 - 25:05 | 13日遅れ |
| 静岡県       | テレビ静岡 | フジテレビ系列 | 金曜 26:35 - 27:05 |          |
| 沖縄県       | 沖縄テレビ | フジテレビ系列 | 金曜 25:20 - 25:50 |          |